# 克劳迪亚
克劳迪亚是巴西马托格罗索州的一个市镇。总面积3820.948平方公里，总人口10648人，人口密度2.8人/平方公里。